# Michael Drayer
Michael Drayer (Staten Island, 19 marzo 1986) è un attore statunitense.

## Biografia
Nato a Staten Island nello stato di New York, dopo aver esordito nel 2005 in televisione Drayer ottiene il suo primo ruolo in un film ne La musica nel cuore - August Rush.
Nel 2015 ottiene il ruolo ricorrente di Cisco in Mr. Robot e nello stesso anno è Eddie, il fratello del protagonista Marius, nella serie Sneaky Pete.
Dal 2024 è protagonista della serie Hightown.

## Filmografia

### Cinema
- La musica nel cuore - August Rush (August Rush), regia di Kirsten Sheridan (2007)
- God's Pocket, regia di John Slattery (2014)
- Before I Disappear, regia di  Shawn Christensen (2014)
- Nerve, regia di Henry Joost e Ariel Schuman (2016)
- La scomparsa di Sidney Hall (The Vanishing of Sidney Hall), regia di Shawn Christensen (2017)

### Televisione
- Law & Order - Unità vittime speciali (Law & Order: Special Victims Unit) - serie TV, episodi 6x15, 8x07 (2005-2006)
- Law & Order: Criminal Intent - serie TV, episodio 7x20 (2008)
- Law & Order - I due volti della giustizia (Law & Order) - serie TV, episodio 19x18 (2009)
- Person of Interest - serie TV, episodio 1x01 (2011)
- Deception - serie TV, 9 episodi (2013)
- The Following - serie TV, 3 episodi (2013)
- Mr. Robot - serie TV, 12 episodi (2015-2017)
- Sneaky Pete - serie TV, 10 episodi (2015-2017)
- Aquarius - serie TV, 3 episodi (2015)
- Blue Bloods - serie TV, episodio 6x17 (2016)
- NCIS - Unità anticrimine (NCIS) - serie TV, episodio 14x20 (2017)
- Blindspot - serie TV, episodio 3x19 (2018)
- Bull - serie TV, episodio 3x08 (2018)
- Manifest - serie TV, episodi 1x07-1x08 (2018)
- NCIS: Los Angeles - serie TV, episodio 11x07 (2021)
- Chicago P.D. - serie TV, episodio 8x07 (2021)
- FBI: Most Wanted - serie TV, episodio 2x15 (2021)
- The Equalizer - serie TV, episodio 2x03 (2021)
- Mike - serie TV, episodio 1x01 (2022)
- Law & Order: Organized Crime - serie TV, 3 episodi (2022)
- Hightown - serie TV, 6 episodi (2024)

## Doppiatori italiani
Nelle versioni in italiano delle opere in cui ha recitato, Michael Drayer è stato doppiato da:
- Daniele Giuliani in Mr. Robot, Blue Bloods
- Andrea Mete in Sneaky Pete, Manifest
- Renato Novara in Law & Order: Criminal Intent
- Davide Perino in The Following
- Luigi Morville in Aquarius
- Federico Viola in NCIS - Unità anticrimine
- Stefano Broccoletti in Blindspot
- Flavio Aquilone in Chicago P.D.
- Manuel Meli in Bull
- Luca Mannocci in Mike
- Daniele Raffaeli in FBI: Most Wanted